# Bataille d'Aix
Guerre des Cimbres
Batailles
- Noreia
- Agen
- Arausio
- Aquae Sextiae
- Vercellae

La bataille d'Aix (ou bataille d'Aquae Sextiae) a lieu en 102 av. J.-C.. Marius écrase les Teutons et les Ambrons près d'Aix-en-Provence (Bouches-du-Rhône) sur la commune actuelle de Pourrières (Var).
Selon Plutarque (Vie de Marius), plus de 100 000 Teutons furent massacrés durant la bataille. Avec la Bataille de Verceil l'année suivante, elle met un terme à la Guerre des Cimbres et des Teutons.

## Déroulement de la bataille

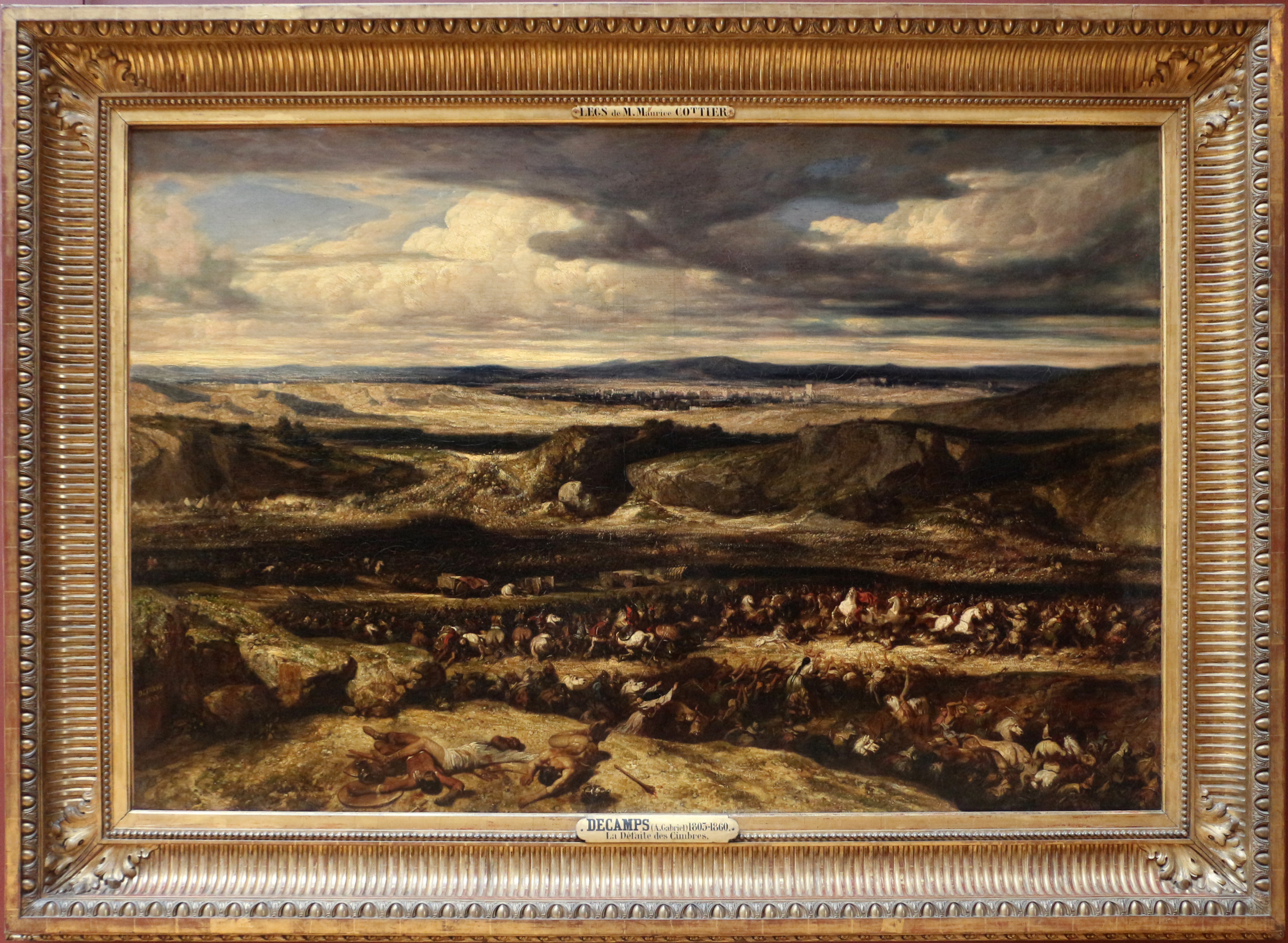
La Défaite des Cimbres
Alexandre-Gabriel Decamps, 1833
Musée du Louvre, Paris

Après une série de défaites romaines, comme à Orange (Arausio) et alors que les Teutons cherchent à pénétrer en Italie par les Alpes occidentales, Marius, stationné à Arles avec 3 légions et 30 000 hommes, sentant la menace pour la péninsule romaine, décide de les affronter au plus tôt. Il choisit avec précaution une position forte, une colline, pour y attirer les Teutons avec l'aide de sa cavalerie et de son infanterie légère de tirailleurs (composée pour l'essentiel de Ligures alliés).
Les éléments de l'avant-garde teutone, les Ambrons, tombent dans le piège et attaquent. Ils sont bientôt suivis par le reste de leur troupe. Or Marius a caché une petite force romaine de 4 000 hommes à proximité. Au moment de la bataille, cette force sort de sa cachette, attaquant les Teutons par derrière et provoque chez eux confusion et déroute. Les décomptes romains prétendent que, dans le massacre qui suit, 90 000 Teutons sont tués et 20 000, parmi lesquels leur roi Teutobod, sont capturés. Les seuls rapports qui ont survécu sont romains et ils exagèrent l'unilatéralité de la bataille mais l'anéantissement complet des Teutons et des Ambrons témoigne de la sévérité de leur défaite.
Plutarque écrit (Marius 10, 5-6) que durant la bataille, les Ambrons ont commencé à lancer leur cri de guerre « Ambrons ! » ; les troupes ligures qui se battaient avec les Romains, en entendant ce cri et constatant qu'il était identique à un ancien nom que les Ligures utilisaient souvent dans leur pays quand on parlait de leur origine (οὕτως κατὰ ὀνομάζουσι Λίγυες), reprirent le cri d'« Ambrons ! ».
Les femmes capturées se suicident collectivement, ce qui est passé dans les légendes romaines comme un modèle de l'héroïsme germanique.

## Le récit de Plutarque
L'historien grec Plutarque fait ultérieurement de la bataille un récit spectaculaire, quoique probablement idéalisé. Il présente la préparation de l'armée romaine et son positionnement près d'Aquae Sextiae :

« Les Teutons, voyant que Marius se tenait toujours tranquille dans son camp, entreprirent de le forcer ; mais, accueillis d'une grêle de traits qu'on fit pleuvoir sur eux des retranchements, et qui leur tuèrent beaucoup de monde, ils résolurent de passer outre, persuadés qu'ils franchiraient les Alpes sans obstacle. Ils plient donc bagage, et passent le long du camp des Romains. Le temps que dura leur passage fit surtout connaître combien leur nombre était prodigieux. Ils furent, dit-on, six jours entiers à défiler sans interruption devant les retranchements de Marius ; et comme ils passaient près des Romains, ils leur demandaient, en se moquant d'eux, s'ils n'avaient rien à faire dire à leurs femmes ; qu'ils seraient bientôt auprès d'elles. Quand ils furent tous passés, et qu'ils eurent pris quelque avance, Marius décampa aussi, et se mit à leur suite. Il se postait toujours près d'eux, choisissait pour camper des lieux forts d'assiette, qu'il fortifiait encore par de bons retranchements, afin de passer les nuits en sûreté. En continuant ainsi leur marche, les deux armées arrivèrent à un lieu qu'on appelle les Eaux de Sextius, d'où il leur restait peu de chemin à faire pour être au pied des Alpes. Ce fut là que Marius résolut de les combattre. »

Plutarque décrit ensuite l'attaque romaine, face à une armée impuissante :

« Les Barbares, arrêtés par les Romains, qu'ils s'efforçaient d'aller joindre sur la hauteur, pressés ensuite vivement, lâchèrent pied, et regagnèrent peu à peu la plaine, où les premiers rangs commençaient à se mettre en bataille sur un terrain uni, lorsque tout à coup on entendit de grands cris partis des derniers rangs, qui étaient dans la confusion et dans le désordre. Marcellus avait saisi le moment favorable : le bruit de la première attaque n'était pas plutôt parvenu sur les hauteurs qu'il occupait, que, faisant lever sa troupe, il avait fondu avec impétuosité sur les Barbares en poussant de grands cris, et, les prenant en queue, il avait fait main-basse sur les derniers. Cette attaque imprévue, en obligeant ceux qui étaient les plus proches de se retourner pour soutenir les autres, eut bientôt mis le trouble dans l'armée entière. Chargés vigoureusement en tête et en queue, ils ne purent résister longtemps à ce double choc ; ils furent mis en déroute, et prirent ouvertement la fuite. Les Romains, s'étant mis à leur poursuite, en tuèrent ou en firent prisonniers plus de cent mille. »